# 宇宙怪獣
宇宙怪獣（うちゅうかいじゅう）とは、地球外出身の怪獣を指す語である。現在、地球外生命の存在は確認されていないので、現時点における宇宙怪獣は全てフィクションに登場する架空の存在である。

## 概要
フィクションにおける「宇宙怪獣」の実例は以下の2つに大別される。
1. 他の「怪獣」が存在する世界
ゴジラシリーズやウルトラシリーズのように、「怪獣」と呼ばれる生命が既に存在する場合、地球出身の怪獣と区別するために使われる。
2. 「宇宙怪獣」しか存在しない世界
宇宙からやってきた巨大生命体が地球人の脅威となる場合、「怪獣」が存在しない世界でも「宇宙怪獣」と呼ばれる場合が多い。

広義には「宇宙生物」の一種であり、知的生命体の場合は「宇宙人」あるいは「異星人｣と呼ばれる。
宇宙怪獣と似た言葉に、隕石怪獣、彗星怪獣、宇宙恐竜等があるが、これらはカテゴリ分けというよりも、その怪獣の代名詞的な意味合いがあるので、宇宙怪獣としても差し支えない。
そもそも「怪獣」は、人間の持つ未知の生物への畏敬や想像が産み出した存在であり、かつてはアフリカや南米、深海といった人知の及ばぬ場所に住むであろう生物 (UMA) をモデルとする場合が多かった。しかし、20世紀になって地球上のほぼ全域は知り尽くされ、そのような未知の生物の存在するかもしれない地は無くなってしまい、怪獣もまた宇宙からやってくることになったのである。

## 宇宙怪獣の例

### 東宝怪獣映画
東宝怪獣映画における宇宙怪獣の代表例がキングギドラであるように、宇宙から飛来した怪獣が宇宙怪獣と言える。
- 宇宙怪獣の多くがX星人や、M宇宙ハンター星雲人のような地球を支配せんとする宇宙人によって利用されている。
- 東宝怪獣映画全体にて宇宙怪獣に該当する怪獣は「ドゴラ」[1]「キングギドラ（昭和・『モスラ3』版）」「ヘドラ」[2]「ガイガン」「スペースゴジラ」「デスギドラ」「オルガ」「モンスターX ＝カイザーギドラ」。
- 宇宙怪獣ではないが『ゲゾラ・ガニメ・カメーバ 決戦!南海の大怪獣』の「ゲゾラ」「ガニメ」「カメーバ」は宇宙生物が地球の生物に乗り移って怪獣化したものである。
- 3D映画『怪獣プラネットゴジラ』に登場したゴジラ、ラドン、モスラは緑の惑星「怪獣プラネット」に生息していた。
- TV番組『ゴジラアイランド』には番組オリジナルの宇宙怪獣「ジゴラ」「ネオヘドラ」「スーパースペシャルスペースゴジラハイグレードタイプ2」が登場する。

### ガメラシリーズ
『宇宙怪獣ガメラ』ではタイトルに「宇宙怪獣」とあるが、劇中でガメラは出自が宇宙の怪獣ではなく、宇宙でも活動できる地球の怪獣とされている。
- ガメラシリーズにおいて宇宙怪獣とされるのは「バイラス」「ギロン」「宇宙ギャオス」「ジグラ」「レギオン」。

### ウルトラシリーズ
- 棲星怪獣ジャミラは、未知の惑星の環境に適応して身体が変異しているものの、元の正体は地球人であることから、宇宙怪獣とは呼べない。むしろ、「怪獣」と名が付くこと自体に疑問が残る。ただし、ジャミラの正体は作品世界においては公には秘されているため、仕方ない措置であるとは言える。後の時代を描いた『ウルトラマンメビウス』では、ジャミラやムルチなど「人類に非のある怪獣事件」の内容は、防衛組織内の上層部以外に閲覧権限がないなどの描写が存在する。
- アントラー、バニラ、アボラス、ザラガス、ジェロニモンは、放映当時には宇宙怪獣であるという設定があった。
- 宇宙からやってきた三面怪人ダダはかつて書籍によっては「三面怪獣」と表記されていた。
- ギャンゴは宇宙から飛来した、人間の脳波を受信してその人間の思った物に変化する「石」が、地球人の男の願いにより怪獣に変化したものである。
- 二次元怪獣ガヴァドンは、子供たちが土管に描いた怪獣の絵が宇宙線に当たって実体化したものである。
- 『ウルトラセブン』は作劇が主に侵略宇宙人との戦いを扱っているため、登場怪獣の大半が侵略宇宙人に兵器として使役される宇宙怪獣である。さらに、ウルトラセブン=モロボシ・ダン自身も「カプセル怪獣」と呼ばれる3体の宇宙怪獣を使役している。
- 現在ではそれぞれの番組の相関関係が設定上しっかりしているが、放映当時はそれぞれ独立した作品として製作されていたため、『帰ってきたウルトラマン』では第18話に登場したベムスターが初めての宇宙怪獣という扱いになっていた[3]。
- アストロモンスは、地球の砂漠に生息していた吸血植物のチグリスフラワーが巨大化した怪獣であるにも関わらず、「宇宙大怪獣」と呼ばれている。
- 『ウルトラマンレオ』に登場する「円盤生物」は、ブラック指令によって惑星ブラックスターから送り込まれた宇宙怪獣の一種である。後にブラックスターの破片から円盤生物が生まれている事が判明している。
- 『ウルトラマンガイア』に登場する「根源的破滅招来体」は、ワームホールを介して地球に宇宙怪獣などを侵入させている。当初は宇宙怪獣自体が根源的破滅招来体だと思われていたが、後に破滅招来体の尖兵に過ぎない事が判明した。
- 『ウルトラマンネクサス』の世界では、怪獣はすべて「スペースビースト」と呼ばれているが、その多くは地球に飛来したXニュートリノと融合・変質した地球生物である。そのため作中で厳密な意味で「宇宙から飛来した怪獣」と呼べるものは出ておらず、関連作品である『ULTRAMAN』のザ・ワンのみとなっている。
- 『ウルトラギャラクシー大怪獣バトル』にはかつてのシリーズの地球怪獣がブルトンにより惑星ボリスに呼び込まれた怪獣として登場する。また続編の『ウルトラギャラクシー大怪獣バトル NEVER ENDING ODYSSEY』ではそれまでのシリーズの地球怪獣が宇宙人に操られる怪獣として登場する。
- 『ウルトラマンゼロ THE MOVIE 超決戦!ベリアル銀河帝国』に登場したアークベリアルはウルトラマンベリアルが変貌したものである。

### トップをねらえシリーズ
『トップをねらえ!』及びその続編にあたる『トップをねらえ2!』に登場する、人類の天敵たる生物（STMC：Space Terrible Monster Crowd）。一部の例外を除いて、基本的に本能で活動する。その総体数は天文学的数字であり、その種類も多岐に渡る。
- 巣は銀河系の中心に存在し、恒星に卵を産みつけ繁殖しながら人類の文明目指して破壊を伴う進軍を行う。また、バニシングドライブ波（ワープ時に発生する波動）を感知し、ひたすらその方向に向かう習性（走VDW性）を持つ。また、大きさなどによって「兵隊」や「巡洋艦級」などのいくつかの種類に分類されている。弱点は電流であり、対するマシーン兵器やバスターマシンはそれを利用した電撃兵器を装備している。
- 最大の脅威はその数であり、最大で100億を越える宇宙怪獣が同時に確認された。また、約30億という数が冥王星の公転軌道に匹敵する大きさの集団で太陽系の雷王星（架空の第13番惑星）付近にまで侵攻した事があり、その侵攻を察知した観察員は、視野の七割が敵影に覆われて宇宙の色さえも変わって見えた事を報告している。
- 宇宙怪獣の行動目的は通常の生物とは異なり繁殖ではない。彼らの目的は人類文明の破壊そのものとの分析が為されている。それ故に彼らの最終目標は太陽ではなく地球であり、人類の抹殺そのものが彼らの目的である。ヱクセリヲン所属のヨンピル博士は宇宙怪獣を独立した生物ではなく銀河系の免疫抗体とし、人類という銀河に沸いたバクテリアを駆除しようとしているとの仮説を唱えている。
- 体色がけばけばしい個体が多いが、これは警戒色の役割を果たしていると推測されている。なお、「トップをねらえ! 科学講座」では、「ウルトラ○○Aの超獣みたい」と例えられていた。
- 第一作『トップをねらえ!』では最終話にて宇宙怪獣の巣窟、銀河の中心「いて座A*」を超大型ブラックホール爆弾「バスターマシン3号」にて破壊する「カルネアデス計画」を実行し、一時は消滅を確認したが、続編『トップをねらえ2!』でも変動重力源として生存しており、『トップをねらえ! NeXT GENERATION』でも出現している。
- 『トップをねらえ2!』では、『トップ2』の物語冒頭より登場する「その時代に宇宙怪獣と呼称されているモノ」との兼ね合いから、前作までに登場した宇宙怪獣は便宜上「変動重力源」と呼称されている。主に登場するのは土星の衛星タイタンに眠っていた「タイタン変動重力源」と、太陽系新11番惑星ブラックホール・エグゼリオに封印されていた「エグゼリオ変動重力源」の二体。エグゼリオ変動重力源は、『トップ2』時点で確認されている最大の宇宙怪獣である。
- 一部の宇宙怪獣から、トップレスと同じクレフシン発光が確認されており、その超・能力によるワープや、亜空間での敵艦隊の正確な位置把握、本来宇宙空間では脆弱な宇宙怪獣の体組織を強靭なものとしているという可能性が示唆されている。また、その肉を食べることにより「あがり」を迎えるまでの期間が延びるらしく、これらが「あがり」を迎えなかったトップレスの姿だと語られる由来である。そのような意味ではタイタン変動重力源が、他の星で「あがり」を迎えなかったトップレスだというのは的を射た表現かもしれない。「この時代に宇宙怪獣と呼ばれていたモノ」、すなわちバスター軍団は、トップレスたちのなかに彼らの敵である宇宙怪獣（変動重力源）と同じ能力を感知し、トップレスを宇宙怪獣とみなし攻撃を仕掛けていたのである。
- これら宇宙怪獣に対抗できるのは縮退炉搭載のバスターマシン初期ナンバー（シズラーも含む）のみであり、トップレスの力で稼動する20番台以降のバスターマシンではせいぜい巡洋艦クラスが限界らしい（ただし『トップをねらえ2!』劇中において、トップレス達はその巡洋艦クラス（タイタン変動重力源）に手も足も出なかった）。
- 『トップをねらえ!』サウンドトラックCDのライナーノートに記された「トップをねらえ! TV版放映リスト（架空）」及びドラマCDや、「電撃ホビーマガジン」に掲載された「トップをねらえ2!大百科」などでは「巡洋艦怪獣ギドドンガス」「兵隊怪獣バボラー」などの名前が登場する。これらの名称は宇宙怪獣の学名であるが、本編では使われていない（作中で使われる巡洋艦級宇宙怪獣の断面図の原画には「Gidodongas trigonarius KUBO」という学名の記述が有るが、画面上には写っていない）。
- 宇宙怪獣よりも上位の力や知性を持つ「宇宙超獣」の存在も、『トップをねらえ! NeXT GENERATION』で確認されている。

#### 宇宙怪獣の種類
以下に宇宙怪獣の種類を解説する。なお、名称や設定の一部は『スーパーロボット大戦シリーズ』で設定されたものとなっている。
兵隊
学名は「兵隊怪獣バボラー（Baboler）」。最小クラスの怪獣で、最も数が多い。全長は30m程で、脚部を含めると100mに達する。甲羅のついた蜘蛛のような形状をしている。普段は巡洋艦級以上の宇宙怪獣に寄生して増殖しており、戦闘時に体外へ飛び出して目標を攻撃する。光弾のような射撃武器は持たず（設定では口から火球を発射可能とされている）、速度を生かした体当たりや鋏状の脚部での格闘が主な攻撃法となる。巡洋艦級から離れると2～3時間程度しか生存できず、目標が大型の場合は内部に潜り込んで自爆する能力を持つ。また、人類によって捕獲され、標本になった個体も存在している。
タンク
砲撃戦を主眼とした兵隊の亜種で、巻貝のような姿をしている。『トップ』の第5話で兵隊と共にヱクセリヲン艦内に侵入していた。
巡洋艦級
学名は「巡洋艦怪獣ギドドンガス（Gidodongas）」、「ギドドンガス級」とも呼ばれる。艦隊戦の主力を担っている怪獣で、このクラス以上から単体でワープが可能であると思われる。基本形状は円錐型であるが、個体ごとに形状に差異がある。戦闘時は光弾や光線、槍状速射弾などを使用する他、兵隊を放出する事も可能。また、兵隊以外にも複数の小型宇宙怪獣を寄生させ、砲台やバリヤー、バニシングモーターなどの役割を担わせている。亜空間でも正確に敵位置を捕捉し、攻撃する事が可能であり、ヱクセリヲン艦隊が太陽系へ向けて超長距離ワープを行った時、そのバニシングドライブ波を感知し、その亜空間へ侵入したことがある。
上陸舟艇
巡洋艦級では最も小型の部類に含まれる。針状の形状を持ち、全長は500m～2,000m程。『トップ』の第5話でヱクセリオンの船体に突き刺さり、内部から大量の兵隊やタンクを放出していた。一種の司令塔的な役割を持っており、重力波を探知する能力に優れている。
高速型
巡洋艦級の主力となっている種類。全長は3,000m以上。様々な形状の個体が存在しており、個々の個体の形状はかなり異なる。『トップ』の第4話でヱクセリオン艦隊を追い詰めた集団の一翼を担っていた。混合型と比較すると、攻撃力は低いが速力は速い。耐久力は圧倒的で、光子魚雷数発の直撃を受けても平然としていたが、ガンバスターの攻撃には耐えられなかった。
混合型
巡洋艦級の中で、主に宇宙怪獣集団の旗艦クラスとなっている種類。全長は3,000m～10,000m以上。高速型と同様、個体ごとに形状が異なる。他のタイプより攻撃力が強く、数は少ない（それでも、数億単位の数）。『トップ』の第4話でヱクセリオン艦隊を追い詰めた集団の旗艦にもなっており、初戦闘のガンバスターを苦戦させるが、最後は体当たりを受け止めたガンバスターのバスターコレダーで破壊された。また、『トップ』第5話でも数万単位以上の個体がヱクセリオンを攻撃するが、合体したガンバスターに一方的に蹂躙されている。
『トップ2』ではタイタンで約一万年間冬眠していた「タイタン変動重力源」と呼ばれる個体が登場した。全長は3,000m、最大幅は600m。この個体は頭頂の開口部から巨大な火球を発射できる。当初は「異星のバスターマシン」と推測されて発掘作業が行われていた。冬眠から目覚めた後にはフラタニティのバスターマシンやバスター軍団を圧倒するが、覚醒したバスターマシン7号のバスタービーム・スラッシュによって撃破された。
合体型
『トップ』の第5話でガンバスターを上下から挟み込んだタイプ。円盤状の二体の怪獣が対になっている。かなりの大型種のようで、画面では全体像が明らかにならなかった。挟み込んだ部分には鏡面処理が施されているようで、バスタービームを反射させたが、ダブルバスターコレダーで粉砕された。
自爆型
目標に体当たりを行い、自爆攻撃を敢行するタイプ。形態は巡洋艦級を大型化させたような物で、正確なサイズは不明だがスーパーヱクセリオン級を凌駕する巨体を持つ。『トップ』の第6話で大量に出現し、バスターマシン3号に自爆攻撃を行った。
母艦型
学名は「ドレコング」。『トップ』の時点で確認された最大級の種類。全長は数千kmにも達する。巨大な円盤状の体躯をしており、多数の巡洋艦級を収容する。その防御力は光子魚雷でさえ歯が立たなかった。PS2版ゲームでは事実上のラスボスとして立ち塞がったが、最後はガンバスターのバスタービームで真っ二つに切り裂かれた。
エグゼリオ変動重力源
『トップ2』に登場した最大の宇宙怪獣。全長は、ブラックホール・エグゼリオから出現した時点で約18,000km、最終形態である第3進化形態では約30,000kmにも及ぶ。今まで自身を封印していたエグゼリオすら後部に従え、その強大な重力を操作する事によって重力レンズを形成。重力場を自在に操り、バスターマシン7号のバスタービームさえ捻じ曲げ、さらにバスター雷王星落としの直撃やダイバスターの攻撃さえ物ともしない耐久力で人類を絶望させた。しかし縮退炉を取り込んで本来の姿に戻ったディスヌフことバスターマシン19号とバスターマシン7号のイナズマダブルキックによりブラックホール・エグゼリオもろとも撃破された。
元は太陽系絶対防衛戦（『トップ』の第5話）に出現した巡洋艦級の1つに過ぎなかった模様である。
擬態宇宙怪獣
小説版『トップをねらえ! ネクストジェネレーション』に登場。銀河中心殴り込み艦隊の別働隊だったツインヱクセリヲン級戦艦が、宇宙怪獣の進化を人為的に制御して旧来の宇宙怪獣にとっての「天敵」を作り出そうとして失敗し、宇宙怪獣に乗っ取られたもの。艦内に生息する宇宙怪獣には備品や食材、マシーン兵器やガンバスター、シズラーなどに擬態したものや機器を操作するために腕や脚だけが人間のような形になっているものの他、知性と意識に加えて精神感応能力を持つ巨大な人の首のような姿をしたものもおり、脳を摂取することによって人間の記憶を取り込むことができるらしい。
人間型
人類への潜入調査のために進化し、人類の姿に擬態化したタイプ。『NeXT GENERATION　発掘戦艦アレクシオン編』に登場したマイク・ロフトとジェニー・カールが該当する。見た目は人間だが、身体能力や分析能力は人間のそれを大きく上回る。また、他の宇宙怪獣には無い高い知性とコミュニケーション能力を持つばかりか、宇宙怪獣がそれまで本能で行動し、高等な知性など持たないと思われていたのに反して、本能的反射行動が極限まで進化したものという「意思」をも持っていた。なおジェニー・カールはオリオン腕～銀河中心まで破壊可能な反陽子爆弾生物でもある。しかし、メンタリティはやはり人類とは大きく異なっており、例えば羞恥心の類いを持っておらず、人前でも平然と全裸になって周囲を混乱させる事が多い。
この他、『コミック・ガンバスター』には「砲台」と呼ばれる種類が、「トップをねらえ! TV版放映リスト（架空）」及びドラマCDには「ワープ怪獣ボルゲラン」や「エーテル生命ゲゲラギロン」などが登場した。

### 小説
A・E・ヴァン・ヴォクト『宇宙船ビーグル号の冒険』のクァール、イクストル、アナビス

### その他の作品
- 宇宙大怪獣ギララ、ギララの逆襲/洞爺湖サミット危機一発
- 怪獣大奮戦 ダイゴロウ対ゴリアス：登場怪獣ゴリアスが宇宙怪獣。
- 惑星大怪獣ネガドン
- 地球防衛未亡人：宇宙怪獣ベムラスが登場。
- マグマ大使
- 快獣ブースカ：チャメゴンはリスと宇宙生物の原子が合成されて生まれた「宇宙快獣」である。
- スペクトルマン
- ミラーマン
- ジャンボーグA
- ファイヤーマン
- 流星人間ゾーン：「恐獣」として登場。
- 超星神シリーズ：「宇宙巨獣」「宇宙恐獣」などが登場。
- チビラくん
- さんまのまんま：まんまは犬型の宇宙生物。
- ARIEL：生体兵器マインアギラが登場するほか、侵略者が用いる巨大ロボット「降下兵」もその外見から「宇宙怪獣」と呼ばれる。
- MM9
- ミカるんX
- まりかセヴン
- THE 地球防衛軍シリーズ
- 大怪獣デブラス
- 巨大怪獣ザルコー
- 大怪獣襲来グジラ
- 無敵英雄エスガイヤー：宇宙害虫が登場。惑星上の利用可能なエネルギーに対応して進化。惑星を食いつぶした後、恒星爆発を起こして「種」を宇宙に撒き散らす。
- ノブナガン：進化侵略体が登場。
- コンクリート・レボルティオ〜超人幻想〜